# Leichtathletik-Länderkampf der Männer 1971 Großbritannien – BR Deutschland
| 9. Leichtathletik-Länderkampf mit bundesdeutscher Beteiligung 1971 | 9. Leichtathletik-Länderkampf mit bundesdeutscher Beteiligung 1971 |
| ------------------------------------------------------------------ | ------------------------------------------------------------------ |
|                                                                    |                                                                    |
| Ländervergleich der Männer: Großbritannien – BR Deutschland        |                                                                    |
| Austragungsort                                                     | London                                                             |
| Wettbewerbe                                                        | 20                                                                 |
| Datum                                                              | 28./30. August                                                     |
| 1. FRG 2. GBR                                                      | 118 Punkte 094 Punkte                                              |
| Chronik                                                            |                                                                    |
| ← FRG-NLD (M)                                                      | GBR-FRG (F) →                                                      |

Der neunte Vergleich des Länderkampfjahres 1971 fand zwei Wochen nach Beendigung der in Helsinki ausgetragenen Europameisterschaften statt. Die Männer traten am 28./30. August in London zum zwölften Mal in einem allgemeinen Länderkampf gegen Großbritannien an. Zehn der vorangegangenen Begegnungen waren an Deutschland gegangen, eine an Großbritannien. Auch das letzte Aufeinandertreffen hatte das bundesdeutsche Team 1969 in Hamburg für sich entschieden. Auch die Frauen der beiden Nationen trugen ebenfalls in London gleichzeitig einen Länderkampf in getrennter Wertung aus.

## Wettbewerb und Modus
Auf dem Programm standen die bei Länderkämpfen üblichen zwanzig Disziplinen. Aus dem olympischen Wettbewerbskatalog fehlten nur der Marathonlauf, die beiden Gehdisziplinen und der Zehnkampf. Die Punkte wurden nach dem Standardsystem verteilt.

## Ergebnis
Das bundesdeutsche Team gestaltete den Länderkampf deutlich überlegen. Am besten schnitten die britischen Sportler in den Einzelläufen ab, wo ihnen vier Siege jeweils mit Doppelerfolgen gelangen. Die deutschen Leichtathleten kamen hier bei zwei Doppelerfolgen auf sechs Siege. Von den Staffeln gingen je eine an die beiden Mannschaften. In den technischen Disziplinen konnten die Briten lediglich das Kugelstoßen für sich entscheiden. Die sieben weiteren Wettbewerbe dieser Kategorie gewann die Bundesrepublik und erzielte dabei vier Doppelerfolge. Damit setzte sich die Bundesrepublik Deutschland erneut durch und verbuchte das Aufeinandertreffen mit 118 zu 94 Punkten für sich.

## Resultate

### 100 m
| Platz | Athlet           | Land | Zeit (s) |
| ----- | ---------------- | ---- | -------- |
| 1     | Gerhard Wucherer | FRG  | 10,6     |
| 2     | Brian Green      | GBR  | 10,8     |
| 3     | Eckart Brieger   | FRG  | 11,0     |
| 4     | Lenneth Piggott  | GBR  | 11,0     |

Datum: 28. August

### 200 m
| Platz | Athlet              | Land | Zeit (s) |
| ----- | ------------------- | ---- | -------- |
| 1     | David Jenkins       | GBR  | 21,4     |
| 2     | Alan Pascoe         | GBR  | 21,6     |
| 3     | Klaus-Dieter Bieler | FRG  | 22,0     |
| 4     | Edgar Krüger        | FRG  | 22,1     |

Datum: 30. August

### 400 m
| Platz | Athlet                 | Land | Zeit (s) |
| ----- | ---------------------- | ---- | -------- |
| 1     | Horst-Rüdiger Schlöske | FRG  | 46,4     |
| 2     | Peter Gabbett          | GBR  | 47,3     |
| 3     | Len Walters            | GBR  | 47,6     |
| 4     | Georg Nückles          | FRG  | 47,9     |

Datum: 28. August

### 800 m
| Platz | Athlet          | Land | Zeit (min) |
| ----- | --------------- | ---- | ---------- |
| 1     | Andy Carter     | GBR  | 1:48,2     |
| 2     | Peter Browne    | GBR  | 1:48,4     |
| 3     | Jens-Bodo Fried | FRG  | 1:49,7     |
| 4     | Lothar Reintrog | FRG  | 2:03,3     |

Datum: 30. August
Lothar Reintrog stürzte bei ca. 250 Metern.

### 1500 m
| Platz | Athlet         | Land | Zeit (min) |
| ----- | -------------- | ---- | ---------- |
| 1     | Harald Norpoth | FRG  | 3:43,9     |
| 2     | John Kirkbride | GBR  | 3:44,8     |
| 3     | Brendan Foster | GBR  | 3:45,1     |
| 4     | Heinz Mörtl    | FRG  | 3:46,9     |

Datum: 30. August

### 5000 m
| Platz | Athlet         | Land | Zeit (min) |
| ----- | -------------- | ---- | ---------- |
| 1     | David Bedford  | GBR  | 13:40,0    |
| 2     | Michael Baxter | GBR  | 13:55,4    |
| 3     | Werner Girke   | FRG  | 14:03,2    |
| 4     | Ulrich Brugger | FRG  | 14:18,4    |

Datum: 30. August

### 10.000 m
| Platz | Athlet            | Land | Zeit (min) |
| ----- | ----------------- | ---- | ---------- |
| 1     | Lutz Philipp      | FRG  | 28:54,0    |
| 2     | Michael Freary    | GBR  | 28:58,6    |
| 3     | Manfred Letzerich | FRG  | 29:47,0    |
| 4     | Jack Lane         | GBR  | 29:59,4    |

Datum: 28. August

### 110 m Hürden
| Platz | Athlet          | Land | Zeit (s) |
| ----- | --------------- | ---- | -------- |
| 1     | Alan Pascoe     | GBR  | 14,0     |
| 2     | Berwyn Price    | GBR  | 14,4     |
| 3     | Werner Trzmiel  | FRG  | 14,9     |
| 4     | Jürgen Schimmel | FRG  | 15,1     |

Datum: 28. August

### 400 m Hürden
| Platz | Athlet           | Land | Zeit (s) |
| ----- | ---------------- | ---- | -------- |
| 1     | Dieter Friedrich | FRG  | 51,1     |
| 2     | Werner Reibert   | FRG  | 51,1     |
| 3     | Dave Schärer     | GBR  | 51,6     |
| 4     | Robert Roberts   | GBR  | 53,1     |

Datum: 30. August

### 3000 m Hindernis
| Platz | Athlet               | Land | Zeit (min) |
| ----- | -------------------- | ---- | ---------- |
| 1     | Willi Wagner         | FRG  | 8:35,0     |
| 2     | Hans-Dieter Schulten | FRG  | 8:40,4     |
| 3     | Andrew Holden        | GBR  | 8:49,6     |
| 4     | Ronald McAndrew      | GBR  | 8:55,0     |

Datum: 30. August

### 4 × 100 m Staffel
| Platz | Besetzung      | Land                                                                  | Zeit (s) |
| ----- | -------------- | --------------------------------------------------------------------- | -------- |
| 1     | BR Deutschland | Manfred Letzelter Klaus-Dieter Bieler Gerhard Wucherer Günter Rudolph | 40,2     |
| 2     | Großbritannien | Brian Green Martin Reynolds Don Halliday Lenneth Piggott              | 40,3     |

Datum: 28. August

### 4 × 400 m Staffel
| Platz | Besetzung      | Land                                                                | Zeit (min) |
| ----- | -------------- | ------------------------------------------------------------------- | ---------- |
| 1     | Großbritannien | John Wilson Len Walters Peter Gabbett David Jenkins                 | 3:06,0     |
| 2     | BR Deutschland | Georg Nückles Hermann Köhler Rainer Schubert Horst-Rüdiger Schlöske | 3:06,4     |

Datum: 30. August

### Hochsprung
| Platz | Athlet             | Land | Höhe (m) |
| ----- | ------------------ | ---- | -------- |
| 1     | Gunther Spielvogel | FRG  | 2,17     |
| 2     | Hermann Magerl     | FRG  | 2,07     |
| 3     | David Livesey      | GBR  | 2,05     |
| 4     | Michael Campbell   | GBR  | 2,00     |

Datum: 30. August

### Stabhochsprung
| Platz | Athlet          | Land | Höhe (m) |
| ----- | --------------- | ---- | -------- |
| 1     | Heinfried Engel | FRG  | 5,00     |
| 2     | Bernd Heller    | FRG  | 4,90     |
| 3     | Mike Bull       | GBR  | 4,70     |
| 4     | Brian Hooper    | GBR  | 4,40     |

Datum: 30. August

### Weitsprung
| Platz | Athlet           | Land | Weite (m) |
| ----- | ---------------- | ---- | --------- |
| 1     | Hans Baumgartner | FRG  | 8,03      |
| 2     | Alan Lerwill     | GBR  | 7,69      |
| 3     | Geoff Hignett    | GBR  | 7,62      |
| 4     | Josef Schwarz    | FRG  | 7,60      |

Datum: 30. August

### Dreisprung
| Platz | Athlet         | Land | Weite (m) |
| ----- | -------------- | ---- | --------- |
| 1     | Joachim Kugler | FRG  | 16,26     |
| 2     | Alan Lerwill   | GBR  | 16,21     |
| 3     | Michael Sauer  | FRG  | 16,13     |
| 4     | David Johnson  | GBR  | 14,99     |

Datum: 28. August

### Kugelstoßen
| Platz | Athlet               | Land | Weite (m) |
| ----- | -------------------- | ---- | --------- |
| 1     | Geoff Capes          | GBR  | 19,45     |
| 2     | Heinfried Birlenbach | FRG  | 19,30     |
| 3     | Hans-Dieter Möser    | FRG  | 17,96     |
| 4     | Bill Tancred         | GBR  | 16,08     |

Datum: 30. August

### Diskuswurf
| Platz | Athlet             | Land | Weite (m) |
| ----- | ------------------ | ---- | --------- |
| 1     | Klaus-Peter Hennig | FRG  | 60,98     |
| 2     | Hein-Direck Neu    | FRG  | 56,68     |
| 3     | John Watts         | GBR  | 55,54     |
| 4     | Bill Tancred       | GBR  | 54,70     |

Datum: 30. August

### Hammerwurf
| Platz | Athlet        | Land | Weite (m) |
| ----- | ------------- | ---- | --------- |
| 1     | Edwin Klein   | FRG  | 69,98     |
| 2     | Howard Payne  | GBR  | 68,20     |
| 3     | Hans Fahsl    | FRG  | 67,48     |
| 4     | Jan Chipchase | GBR  | 63,52     |

Datum: 28. August

### Speerwurf
| Platz | Athlet             | Land | Weite (m) |
| ----- | ------------------ | ---- | --------- |
| 1     | Hermann Schlechter | FRG  | 78,28     |
| 2     | Klaus Wolfermann   | FRG  | 76,94     |
| 3     | Michael Wootton    | GBR  | 73,46     |
| 4     | Mladen Gavrilovic  | GBR  | 71,40     |

Datum: 30. August